# Notiobiella viridis
Notiobiella viridis là một loài côn trùng trong họ Hemerobiidae thuộc bộ Neuroptera. Loài này được Tillyard miêu tả năm 1916.